# Ueckermünde
Ueckermünde är en stad i det tyska förbundslandet Mecklenburg-Vorpommern.

## Geografi
Staden Ueckermünde är belägen i den östra delen av distriktet Vorpommern-Greifswald. Genom staden flyter ån Uecker (eller Ucker) som mynnar ut i Stettiner Haff norr om staden.
Staden har tre stadsdelar: Ueckermünde, Bellin och Berndshof.

## Historia

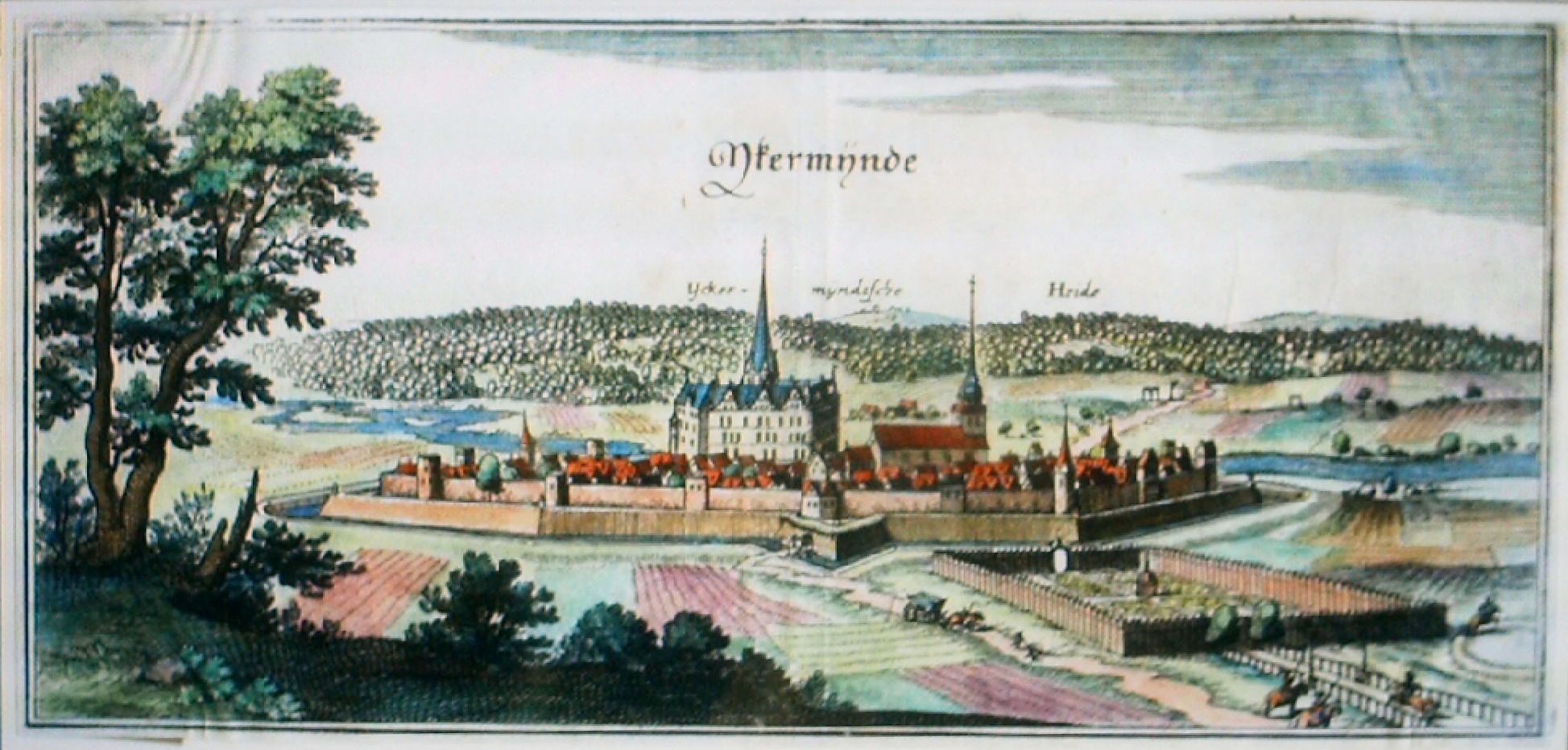
Ueckermünde(1600-talet)

Orten med namnet Ucramund omnämns första gången 1223.  Omkring år 1260 fick orten sina stadsrättigheter men det första omnämnandet av staden (civitas) Ueckermünde är från 1276. 1284 uppfördes en borg av de pommerska hertigarna. Borgen byggdes om till ett slott under 1500-talet.
Under det trettioåriga kriget härjades staden och den intogs av svenska trupper år 1630. Ueckermünde tillföll Sverige i den Westfaliska freden år 1648  och tillhörde Svenska Pommern fram till 1720, då den tillföll Preussen vid freden i Stockholm efter det stora nordiska kriget.

### 1800-talet
Under 1800-talet utvecklades industrin i staden. Bland annat grundades ett tegelbruk 1871 och järngjuterier. Järnvägen till Torgelow (anknytning till järnvägen Berlin-Stralsund) blev klar 1884.

### Östtyska tiden
Under DDR-tiden var Ueckermünde huvudorten i distriktet med samma namn, som tillhörde länet Neubrandenburg (1952–1990).

### Befolkningsutveckling
Befolkningsutveckling  i Ueckermünde
Källa:,,,